# Kismaros, Pesta
Kismaros  este un sat în districtul Szob, județul Pesta, Ungaria, având o populație de 1.997 de locuitori (2011). 

## Demografie
Componența etnică a satului Kismaros
     Maghiari (87,71%)
     Germani (9,67%)
     Necunoscut (1,76%)
     Alții (0,86%)
Componența confesională a satului Kismaros
     Romano-catolici (51,03%)
     Fără religie (11,47%)
     Reformați (4,76%)
     Atei (1,95%)
     Necunoscută (29,34%)
     Alte religii (3,1%)
Conform recensământului din 2011, satul Kismaros avea 1.997 de locuitori. Din punct de vedere etnic, majoritatea locuitorilor (87,71%) erau maghiari, cu o minoritate de germani (9,67%). Apartenența etnică nu este cunoscută în cazul a 1,76% din locuitori.  Din punct de vedere confesional, majoritatea locuitorilor (51,03%) erau romano-catolici, existând și minorități de persoane fără religie (11,47%), reformați (4,76%) și atei (1,95%). Pentru 29,34% din locuitori nu este cunoscută apartenența confesională.